# Гіломис
Мала гімнура (Hylomys) — рід ссавців з підродини гімнурових ряду їжакоподібні (Erinaceiformes).
Етимологія: грец. ὕλη — «ліс», грец. μῦς — «миша».
Поширені у Південно-Східній Азії. Середовищем їхнього проживання є вологі ліси в горбистих або гірських районах. За дослівним перекладом з німецької мови нім. rattenigel означає щуроїжаки. Рід складається з 7 сучасних видів:
Hylomys megalotis (Довговухий гімнур)
Hylomys parvus (Карликовий гімнур)
Hylomys suillus (Короткохвостий гімнур)

## Морфологічні особливості
За будовою тіла тварини нагадують землерийок або мишей, хоча не є їм родичами. Шерсть у них м'яка і густа, червонувато-коричнева зверху і жовто-сіра знизу. Характерна довга, рухлива морда. Ці тварини досягають довжини тіла від 9 до 15 сантиметрів, хвіст від 1 до 3 сантиметрів. Їхня вага становить від 20 до 80 грамів, що робить їх одними з найменших їжаків.

## Спосіб життя
Це переважно наземні мешканці й лише іноді забираються на кущі. Вони можуть бути активними як вдень, так і вночі, щоб швидше просуватися вперед, створюють стежки в густому підліску. У пошуках їжі вони нишпорять по лісовій підстилці своїми довгими рухливими мордами, вишукуючи комах і черв'яків. Іноді вони також їдять фрукти. Парування може відбуватися цілий рік; після періоду вагітності, який триває приблизно 30–35 днів, зазвичай народжується двоє або троє молодих тварин.